# Tupua Tamasese Lealofi II
Tupua Tamasese Lealofi II (18??-1918) est une personnalité politique de Samoa.
Il est le fils de Tupua Tamasese Lealofi I et Sipaea. Il succède à son père au titre de tama 'aiga, au décès de ce dernier en 1915,. Il épouse en premières noces Leataotusi Leauanae, puis à son décès, il se remarie avec Faimafili-o-Atua Maualaivao. Son frère Tupua Tamasese Lealofi III lui succède à sa mort, due à la grippe espagnole de 1918. 